# Alkörmösfélék
Az alkörmösfélék (Phytolaccaceae) a szegfűvirágúak (Caryophyllales) rendjének egyik családja. 16 nemzetségébe mintegy 120 faj tartozik.
Az APG a családot a valódi kétszikűeken belül a core eudicots kládba sorolja.

## Elterjedésük
A fajok többsége a trópusokon él.

## Megjelenésük, felépítésük
A család fajain számos ősi bélyeg figyelhető meg.
Virágaik spirociklikusak, a virágtakaró egy- vagy különnemű is lehet. Termésük bogyó, tok vagy makk. Ép szélű, tagolatlan leveleik szórt állásúak.

## Életmódjuk
A fajok között fák, cserjék és liánok is előfordulnak.

## Felhasználásuk
Gazdasági jelentőségük csekély. Legismertebb képviselőjük az amerikai alkörmös (Phytolacca americana), amelynek éretten bíborvörös bogyóit sokáig élelmiszerszínezékként használták; Franciaországban a vörösbor színezésére termesztették is – színezőanyaga az a betacián, ami a cukorrépában is megtalálható. Miután kiderült, hogy triterpénszaponint és lektint tartalmaz, ilyetén használatát betiltották.
Néhány fajukból gyógyászatilag hasznosítható anyagokat nyernek ki.
Egyes fajok gyökere szaponint tartalmaz; ezeket helyenként mosószernek használják.
Néhány fajuk leveleiből főzeléket főznek.